# Aducering
Aducering (av franskans doux, söt, ljuv, mjuk) är ett metallurgiskt tillvägagångssätt som är avsett att ge gjutna föremål större seghet och smidbarhet. Operationen används vanligen för gjutjärn, som är en typ av järn som till följd av sin höga kolhalt inte är smidbart i originalskick, men som på detta sätt kan få egenskaper som liknar stålets. Aducering är en speciell form av anlöpning.

## Aducering av gjutjärn

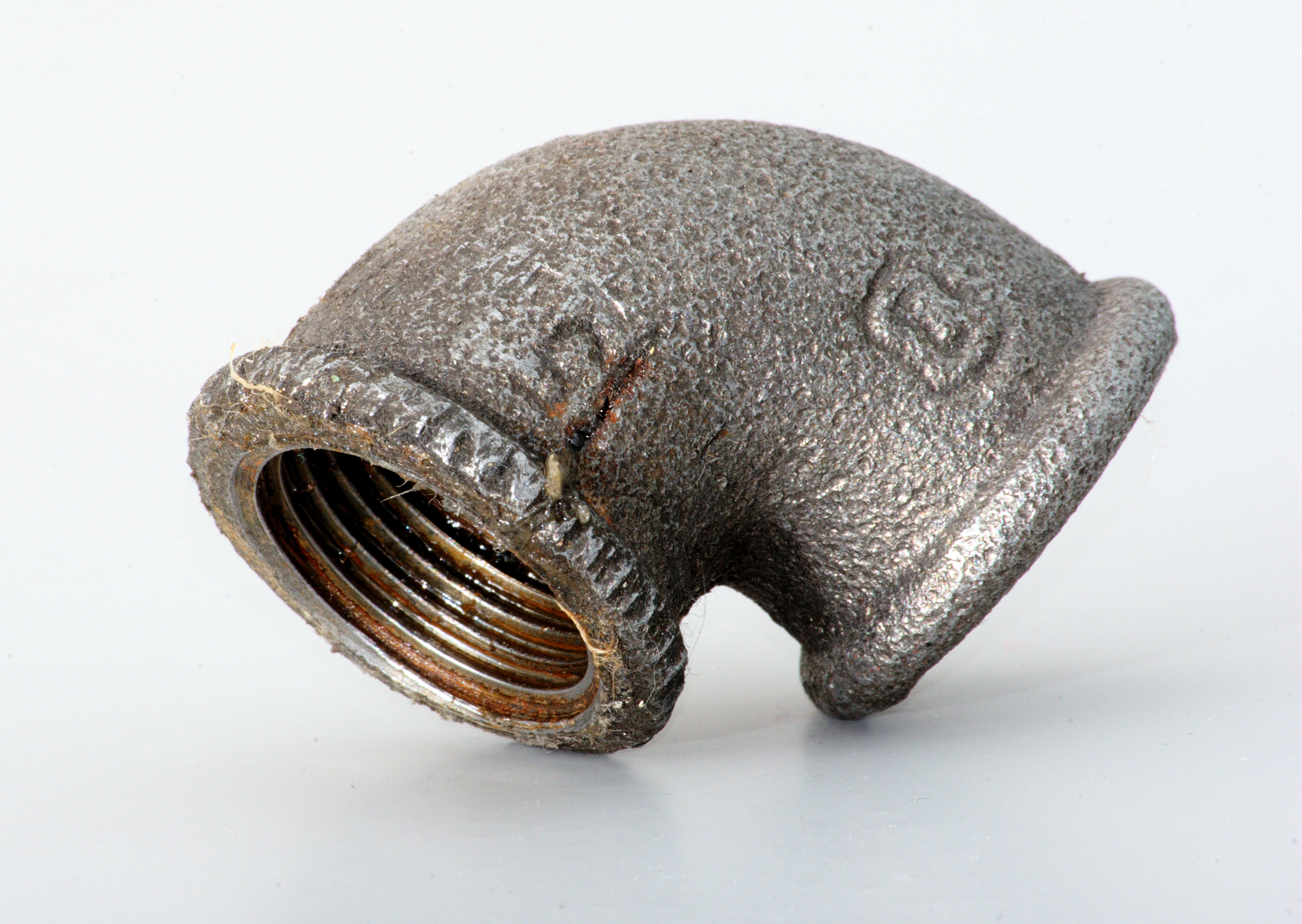
Rörkrökar är typiska föremål som tillverka(de)s av aducerjärn.

Användningen av aducerjärn har minskat kraftigt, och kommer snart att betraktas som teknikhistoria. Aducerjärn använd(e)s vid framställning av bland annat rördelar, motorfästen, pumphjul, bromsbackar, kugghjul och isolatorkåpor.
Aduceringen av gjutjärn går till på så sätt att de gjutna föremål, som skall aduceras, packas i järnkistor som rymmer 20–30 kg, tillsammans med oxiderande ämnen såsom hammarslagg eller blodstensmalm (båda huvudsakligen järnoxid), varefter kistorna tillsluts med lock. Kistorna upphettas därefter under fem till sju dygn vid 700–900°C i flamugn. Den behandlade produkten kallas aducerjärn. Bäst lyckas aduceringen med föremål av vitt (grafitfattigt) tackjärn, innehållande 0,60–0,90% kisel och 0,20–0,40% mangan. Genom aducering kan tackjärnet göras så mjukt att det kan böjas i rät vinkel, och vid sträckprov uppvisa en förlängning av ända upp till 10%.
En aduceringsmetod av amerikansk ursprung, som efter uppfinnaren kallas Dobertyprocessen, åstadkommer en aducering, d.v.s. en kolminskning i tackjärnet, genom att vätgas leds in i det smälta tackjärnet.

## Aducering av brons
Aducering av brons sker genom en snabb avkylning. Om brons, som är en legering av koppar och tenn, får avsvalna långsamt efter gjutningen, blir hårdheten jämförelsevis stor. Snabb avkylning däremot, till exempel genom kallt vatten, har en motsatt verkan, så att ytan blir mjuk och metallen seg. Avkylningens intensitet måste dock noga avpassas efter bronsföremålens dimensioner.